# Paracobitis iranica
Paracobitis iranica är en fiskart som beskrevs av Teodor T. Nalbant och Bianco, 1998. Paracobitis iranica ingår i släktet Paracobitis och familjen grönlingsfiskar. Inga underarter finns listade i Catalogue of Life.